# Westfield (New Jersey)
 (juin 2023).
La mise en forme du texte ne suit pas les recommandations de Wikipédia : il faut le « wikifier ».
Les points d'amélioration suivants sont les cas les plus fréquents :
- Les titres sont pré-formatés par le logiciel. Ils ne sont ni en capitales, ni en gras.
- Le texte ne doit pas être écrit en capitales (les noms de famille non plus), ni en gras, ni en italique, ni en « petit »…
- Le gras n'est utilisé que pour surligner le titre de l'article dans l'introduction, une seule fois.
- L'italique est rarement utilisé : mots en langue étrangère, titres d'œuvres, noms de bateaux, etc.
- Les citations ne sont pas en italique mais en corps de texte normal. Elles sont entourées par des guillemets français : « et ».
- Les listes à puces sont à éviter, des paragraphes rédigés étant largement préférés. Les tableaux sont à réserver à la présentation de données structurées (résultats, etc.).
- Les appels de note de bas de page (petits chiffres en exposant, introduits par l'outil «  Source ») sont à placer entre la fin de phrase et le point final[comme ça].
- Les liens internes (vers d'autres articles de Wikipédia) sont à choisir avec parcimonie. Créez des liens vers des articles approfondissant le sujet. Les termes génériques sans rapport avec le sujet sont à éviter, ainsi que les répétitions de liens vers un même terme.
- Les liens externes sont à placer uniquement dans une section « Liens externes », à la fin de l'article. Ces liens sont à choisir avec parcimonie suivant les règles définies. Si un lien sert de source à l'article, son insertion dans le texte est à faire par les notes de bas de page.
- La présentation des références doit suivre les conventions bibliographiques. Il est recommandé d'utiliser les modèles {{Ouvrage}}, {{Chapitre}}, {{Article}}, {{Lien web}} et/ou {{Bibliographie}}. Le mode d'édition visuel peut mettre en forme automatiquement les références.
- Insérer une infobox (cadre d'informations à droite) n'est pas obligatoire pour parachever la mise en page.

Pour une aide détaillée, merci de consulter Aide:Wikification.
Si vous pensez que ces points ont été résolus, vous pouvez retirer ce bandeau et améliorer la mise en forme d'un autre article.
Pour les articles homonymes, voir Westfield.
Westfield est une ville du comté d'Union dans le New Jersey aux États-Unis. Westfield se trouve en banlieue de New York

## Histoire
L'ancien village est maintenant le quartier du centre-ville, le village est fondé en 1720. Westfield était à l'origine une pièce de la ville de Elizabeth. Le canton est créé le 27 janvier 1794, dans le comté d'Union.

## Gouvernement
La maire de Westfield est Shelley Brindle

## Éducation
Il y a 6 écoles primaires, deux collèges et un lycée. Le lycée a plus de 1800 élèves.

## Personnalités
- John List
- Charles Addams (1912–1988) [2]
- Virginia Apgar (1909–1974) [3]
- Billy Ard, entraîneur des équipes de football américain des Giants de New York et des Packers de Green Bay [4]
- Bryan Beller (1971), guitariste
- Brock Brower (1931–2014), écrivain
- Dave Brown (1970), joueur de football américain
- Steve Brozak (1961)
- Robert N. Buck (1914–2007), aviateur[5].
- Alan Bunce (1900–1965), acteur
- Gil Chapman (1953), joueur de football américain[6].
- Steve Cheek (1977), joueur de football américain (San Francisco 49ers, Kansas City Chiefs, Carolina Panthers)[7].
- Chris Christie (1962), gouverneur du New Jersey.
- Nicholas Delpopolo (1989), judoka
- Alexander Wilson Drake (1843–1916), artiste
- Sara Driver (1955), cinéaste
- Michael DuHaime (1974), homme politique[8].
- Geoff Edwards (1931–2014), acteur[9].
- Michael Fennelly (1949), guitariste
- Dan Graham (1942-2022), artiste[10].
- Robert Greifeld, CEO du NASDAQ[11],[12].
- Chuck Hardwick, homme politique[13]
- Langston Hughes (1902–1967), poète[14],[15].
- Clark Hulings (1922–2011), artiste[16].
- Zora Neale Hurston (1891–1960), folkloriste[14],[17].
- Robert Kaplow (1954), écrivain
- Thomas Kean Jr. (1968), sénateur[18],[19]
- Martin Kunert, cinéaste [20]
- Christian J. Lambertsen (1917–2011), cinéaste [21]
- Marilyn Lange (1952), playmate de l'année 1975 [22]
- Richard Leigh (1943–2007), écrivain
- Margaret Carver Leighton (1896–1987), auteur[23].
- Ira Lewis (1932–2015), actrice [24]
- Andrew McCarthy (né en 1962), acteur
- Patrick Morrisey (né en 1967)
- Bill Palatucci, (né en 1958), homme politique
- Randolph Perkins (1871–1936), homme politique
- Paul Robeson (1898–1976), acteur
- Bret Schundler (1959), homme politique
- Coleen Sexton (1979), actrice
- Matthew Sklar (1973),
- Dan Soucek (1969), sénateur
- Malinda Williams (1975), actrice[25].
- Dan Yemin, guitariste[26].